# Süleyman-Pascha-Moschee
Koordinaten: 36° 26′ 38″ N, 28° 13′ 27,4″ O

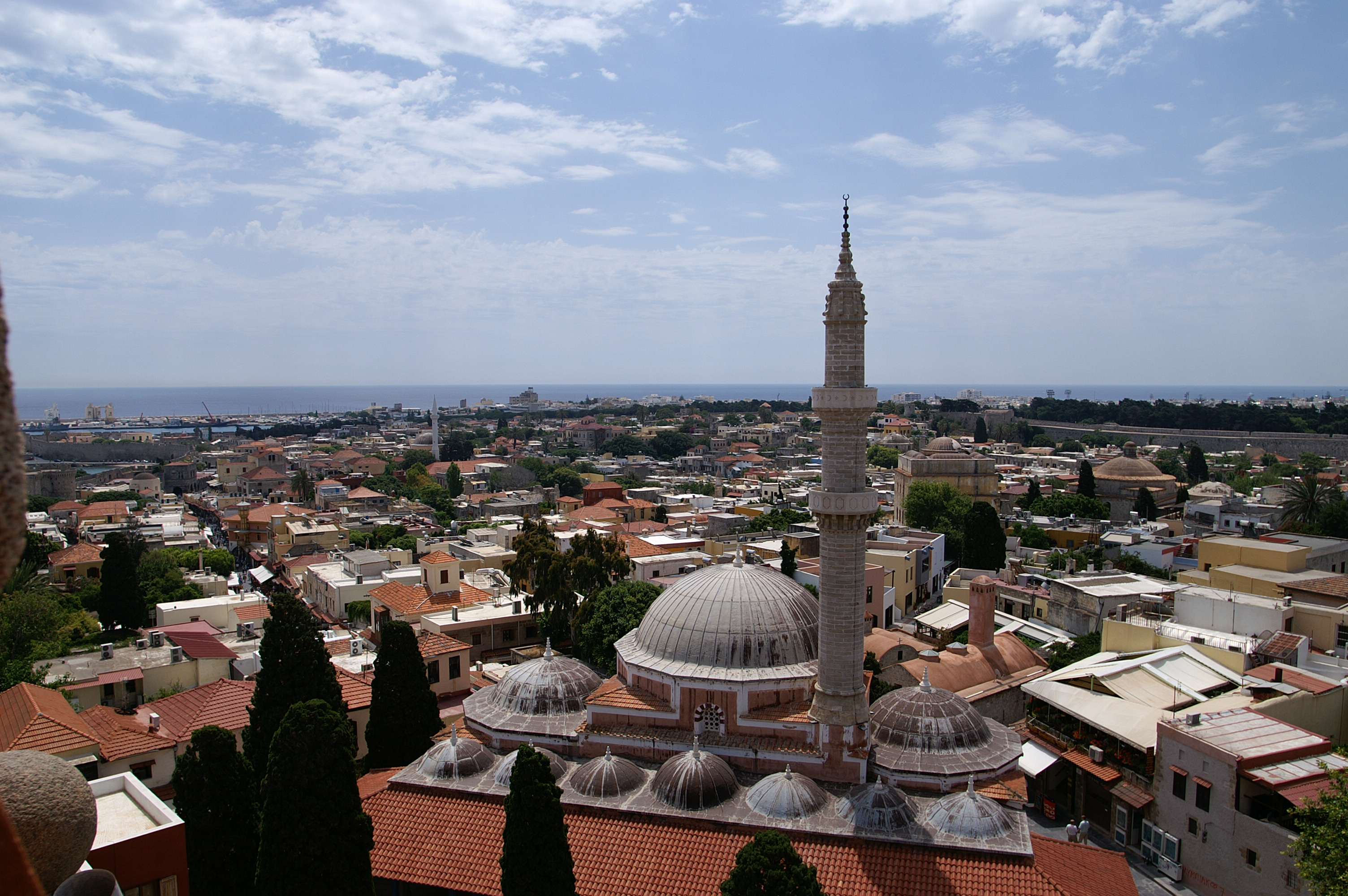
Blick auf die Moschee und das türkische Viertel

Die Süleyman-Pascha-Moschee ist eine osmanische Moschee, die 1523 durch Sultan Süleyman I. in der Stadt Rhodos, an der Nordostspitze der Insel Rhodos, erbaut wurde.
Die osmanischen Streitkräfte besetzte die Insel 1523 nach einer sehr verlustreichen, mehr als sechs Monate dauernden Blockade und Belagerung. Der heutige Moscheekomplex stammt aus dem Jahr 1808. Das Gebäude ist rosa verputzt. Der Platz, an dem die Moschee steht, ist ebenfalls nach Süleyman I. benannt. Der Şadırvan (Reinigungsbrunnen) der Moschee stammt aus dem 16. Jahrhundert. Der Grundriss der Moschee ist quadratisch und wird von zehn Kuppeln überdacht.